# لارویکیت

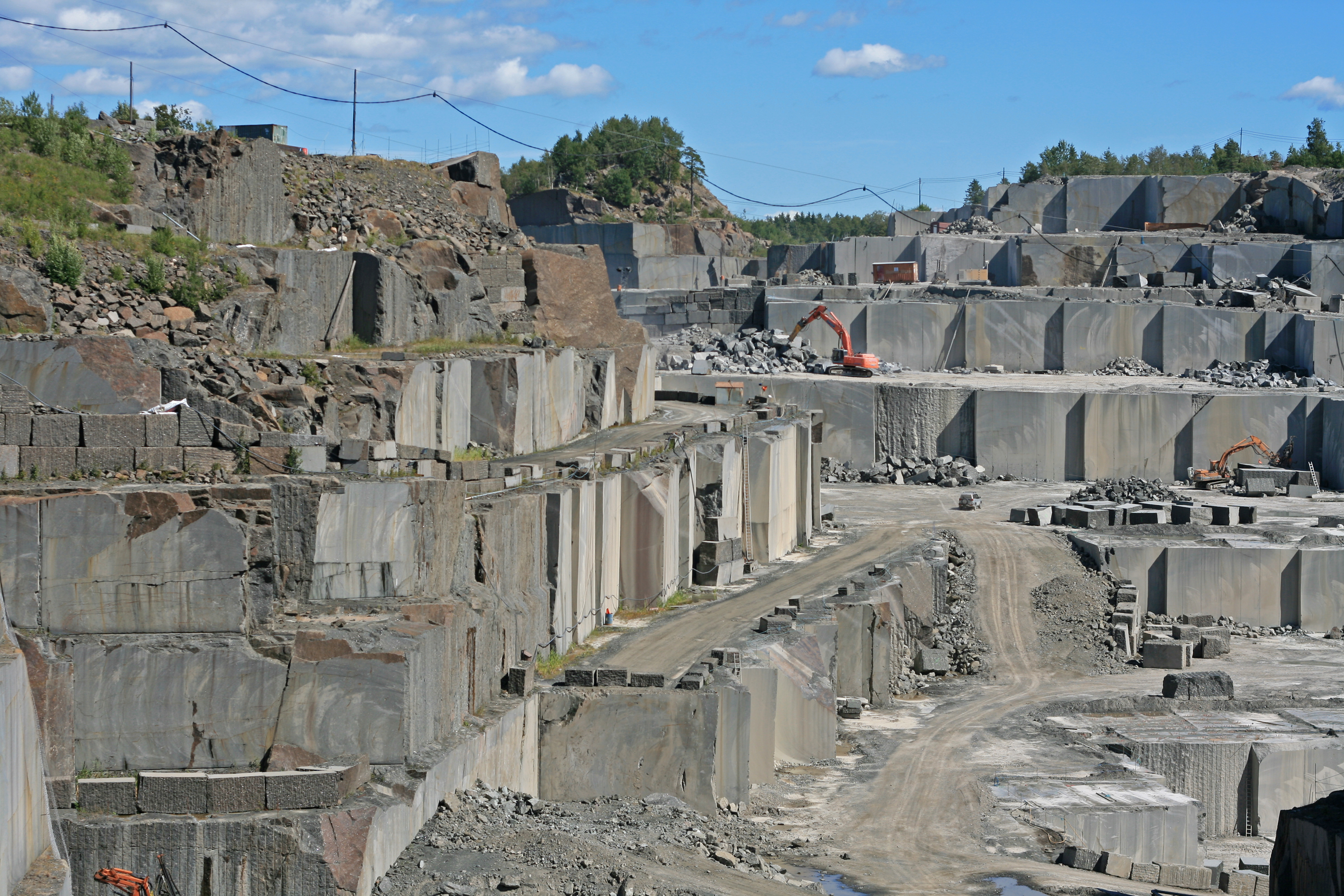
یک معدن لارویکیت در لارویک، نروژ، ۲۰۰۸

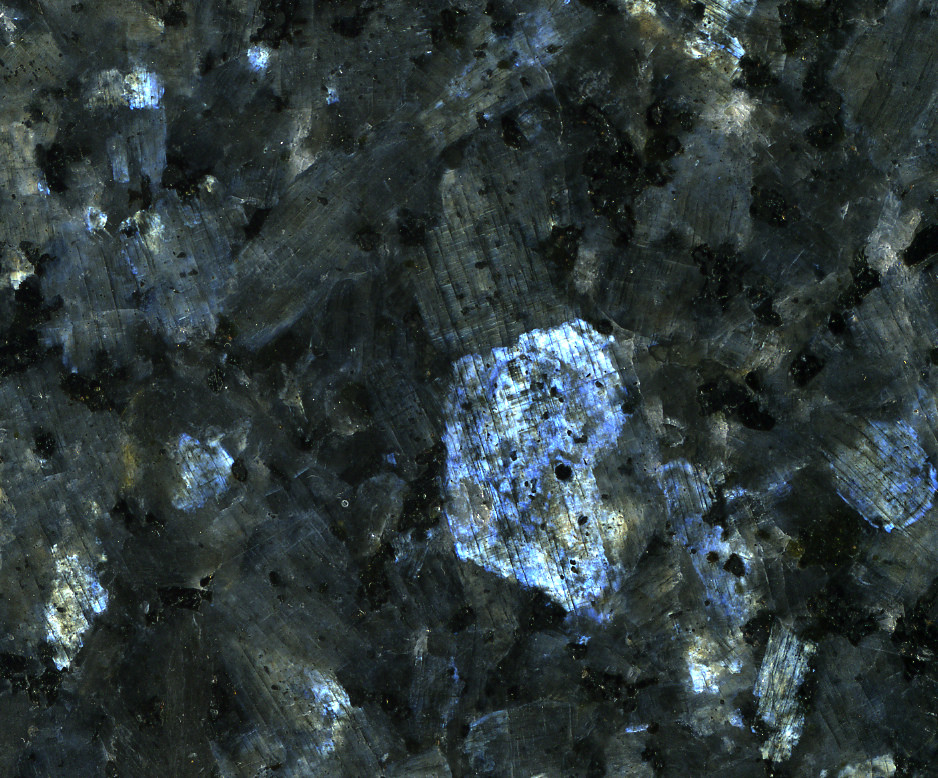
لارویکیت صیقلی (که به عنوان «گرانیت مروارید آبی» به بازار عرضه می‌شود)، که نشان‌دهنده لابرادورسنس است، یک سنگ تزئینی محبوب است.

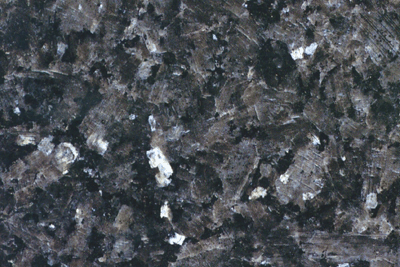
لارویکیت سبک با سطح صیقلی

لارویکیت (Larvikite) یک سنگ آذرین و مشخصا یکی از انواع مونزونیت است که به دلیل وجود بلورهای فلدسپات کوچک قابل توجه است. این فلدسپات‌ها به عنوان سه‌تایی شناخته می‌شوند زیرا حاوی اجزای قابل توجهی از هر سه فلدسپات عضو انتهایی هستند. فلدسپات تا حدی در مقیاس ریز مخلوط نشده است و پرتیت تشکیل می‌دهد و وجود لایه‌های فلدسپات قلیایی متناوب و پلاژیوکلاز باعث اثر جلای آبی نقره‌ای آن (به نام لابرادورسنس) بر روی سطوح صیقلی می‌شود. الیوین می‌تواند همراه با آپاتیت و کوارتز موضعی باشد. لارویکیت معمولاً غنی از تیتانیوم است و تیتاناوژیت و/یا تیتانومگنتیت موجود است.
لارویکیت در لارویک باتولیت (همچنین به نام مجتمع پلوتونیک لارویک) یافت می‌شود، مجموعه‌ای از ده ژرف‌توده آذرین که در کافت اسلو (اوسلو گرابن) قرار گرفته‌اند که توسط گنیس‌های ۱٫۱ میلیارد ساله اِسکِوونروژی احاطه شده است. باتولیت لارویک متعلق به دوره پرمین است و حدود ۲۹۲ تا ۲۹۸ میلیون سال قدمت دارد. لارویکیت همچنین در مجتمع سنگ قلیایی دریاچه کیلالا در نزدیکی ثاندر بی در انتاریو، کانادا یافت می‌شود.
این نام از شهر لارویک در نروژ گرفته شده است، جایی که این نوع سنگ آذرین در آن یافت می‌شود. بسیاری از معادن از لارویکیت در مجاورت لارویک بهره‌برداری می‌کنند.

## تشکیل
نفوذ لارویکیت در نروژ بخشی از مجموعه سنگ‌های آذرین را تشکیل می‌دهد که در دوره پرمین، مرتبط با تشکیل کافت اسلو، قرار گرفتند. تبلور یک فلدسپات سه تایی نشان می‌دهد که این سنگ در شرایط پوسته پایین‌تر شروع به متبلور شدن کرده است.

## استفاده‌ها
لارویکیت به دلیل جلاپذیری بالا و لابرادورسنس بلورهای فلدسپات آن بسیار ارزشمند است و به عنوان سنگ ابعادی استفاده می‌شود که اغلب نمای ساختمان‌های تجاری و دفاتر مرکزی شرکت‌ها را می‌پوشاند. به‌طور غیررسمی به عنوان گرانیت مروارید آبی شناخته می‌شود، اگرچه این توصیف دقیقی نیست. لارویکیت توسط اتحادیه بین‌المللی علوم زمین‌شناسی به عنوان یک منبع سنگی میراث جهانی تعیین شده است.